# ببر بالی
ببر بالی (نام علمی: Panthera tigris balica) که در زبان اندونزیایی به آن هاریماو بالی می‌گویند و در زبان بالی قدیم، سامونگ خوانده می‌شد، کوچک‌ترین زیرگونه ببر بود که تنها در جزیرهٔ کوچک بالی اندونزی یافت می‌شد و یکی از سه زیرگونه‌ای بود که همراه با ببر جاوه که منقرض شد و ببر سوماترایی که به‌شدت در خطر انقراض قرار دارد در اندونزی می‌زیست.
این جانور نسلش در ۲۷ سپتامبر ۱۹۳۷ با شکار آخرین ببر بالی ماده در سومبار کیما واقع در بالی غربی منقرض شد ولی گزارش‌های مکرر از دیده شدن این حیوان تا الان ادامه داشته است. احتمالاً جمعیت اولیهٔ ببر بالی نیز با توجه به کوچکی وسعت جزیره و کم بودن پوشش جنگلی آن زیاد نبوده و شکار بی‌رویهٔ این جانور به ویژه در دوران استعمار هلند، آخرین ضربهٔ مهلک را بر جمعیت کم تعداد آنها وارد آورد.

## تاریخ تاکسونومیک
در سال 1912، ارنست شوارتز ، جانورشناس آلمانی ، پوست و جمجمه یک ببر ماده بالغ را در مجموعه موزه سنکنبرگ نشان داد که منشا آن بالی بود. او آن را Felis tigris balica نامید و استدلال کرد که با رنگ خز روشن تر و جمجمه کوچکتر با قوس های زیگوماتیک باریک تر از ببر جاوه متمایز است . در سال ۱۹۶۹، تمایز ببر بالی زیر سوال رفت، زیرا تجزیه و تحلیل مورفولوژیکی چندین جمجمه ببر از بالی نشان داد که تنوع اندازه شبیه جمجمه ببرهای جاوان است. رنگ و طرح راه راه خز تفاوت قابل توجهی ندارد. مقایسه DNA میتوکندریتوالی‌هایی از ۲۳ نمونه موزه ببر بالی و جاوه با دیگر زیرگونه‌های ببر زنده، شباهت ژنتیکی نزدیک ببرهای جزایر سوندا را نشان داد. آنها یک گروه تک‌فیلتیک را تشکیل می‌دهند که از ببرهای سرزمین اصلی آسیا متمایز و مساوی است.
در سال ۲۰۱۷، گروه ویژه طبقه‌بندی گربه‌ها از گروه تخصصی گربه‌ها، طبقه‌بندی گربه‌سانان را اصلاح کرد و اکنون جمعیت ببرهای بالی و جاوه منقرض شده و همچنین جمعیت ببر سوماترا را به عنوان P.t شناسایی می‌کند.

## مشخصات
ببر بالی به عنوان کوچکترین ببر در جزایر سوندا توصیف شده است. در قرن بیستم، تنها هفت پوست و جمجمه از ببر بالی در مجموعه‌های موزه نگهداری می‌شد. ویژگی مشترک این جمجمه ها صفحه باریک پس سری است که مشابه شکل جمجمه ببرهای جاوه است. پوست نرهای اندازه گیری شده بین گیره ها از سر تا انتهای دم ۲۲۰ تا ۲۳۰ سانتی متر (۸۱ تا ۹۱ اینچ) طول دارد. ارتفاع ماده ها ۱۹۰ تا ۲۱۰ سانتی متر (۷۵ تا ۸۳ اینچ) است. وزن نرها از ۹۹ تا ۱۰۰ کیلوگرم (۲۰۰ تا ۲۲۰ پوند) و ماده ها از ۶۵ تا ۸۰ کیلوگرم (۱۴۳ تا ۱۷۶ پوند) متغیر بود.

## زیستگاه و اکولوژی
بیشتر نمونه‌های جانورشناسی ببر بالی در غرب بالی، جایی که جنگل‌های حرا ، تپه‌ها و پوشش گیاهی ساوانا وجود داشت، پیدا میشدند. طعمه اصلی ببر بالی احتمالاً گوزن قهوه‌ای جاوه‌ای بوده است.

## انقراض

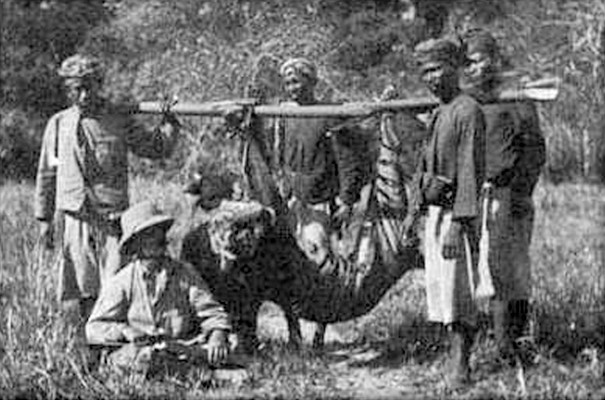
یک مهمانی شکار با یک ببر در شمال غربی بالی، نوامبر 1911

در پایان قرن نوزدهم، مزارع نخل و مزارع برنج آبی در دامنه‌های شمالی آتشفشانی غنی بالی و نوار آبرفتی اطراف جزیره ایجاد شد. شکار ببر پس از تسلط هلندی ها بر بالی آغاز شد. در طول دوره استعمار هلند، سفرهای شکاری توسط ورزشکاران اروپایی که از جاوه آمده بودند و ذهنیت شکار رمانتیک اما فاجعه بار ویکتوریایی داشتند و مجهز به تفنگ های پرقدرت بودند، انجام می شد. روش ترجیحی برای شکار ببرها این بود که آنها را با یک تله پای فولادی بزرگ و سنگین که در زیر طعمه، بز یا مونجاک پنهان شده بود ، گرفت و سپس از فاصله نزدیک به آنها شلیک کرد. سورابایاناسلحه ساز E. Munaut تایید شده است که تنها در چند سال بیش از 20 ببر را کشته است. در سال 1941، اولین ذخیره‌گاه بازی، پارک ملی غربی بالی امروزی، در غرب بالی تأسیس شد، اما برای نجات جمعیت ببرهای بالی از انقراض بسیار دیر بود و احتمالاً در پایان جنگ جهانی دوم منقرض شد. ممکن است چند ببر تا دهه 1950 زنده مانده باشند، اما پس از جنگ، هیچ نمونه ای به مجموعه موزه ها نرسید.
هم اکنون چند جمجمه، پوست و استخوان ببر در موزه ها نگهداری می شود. موزه بریتانیا در لندن دارای بزرگترین مجموعه با دو پوست و سه جمجمه است. سایر موارد عبارتند از: موزه سنکنبرگ در فرانکفورت ، موزه دولتی تاریخ طبیعی اشتوتگارت ، موزه ناتورالیس در لیدن و موزه جانورشناسی بوگور ، اندونزی، که صاحب بقایای آخرین ببر بالی شناخته شده است. در سال 1997، یک جمجمه در مجموعه قدیمی موزه تاریخ طبیعی مجارستان ظاهر شد و مورد مطالعه علمی قرار گرفت و به درستی مستند شد.

## اهمیت فرهنگی

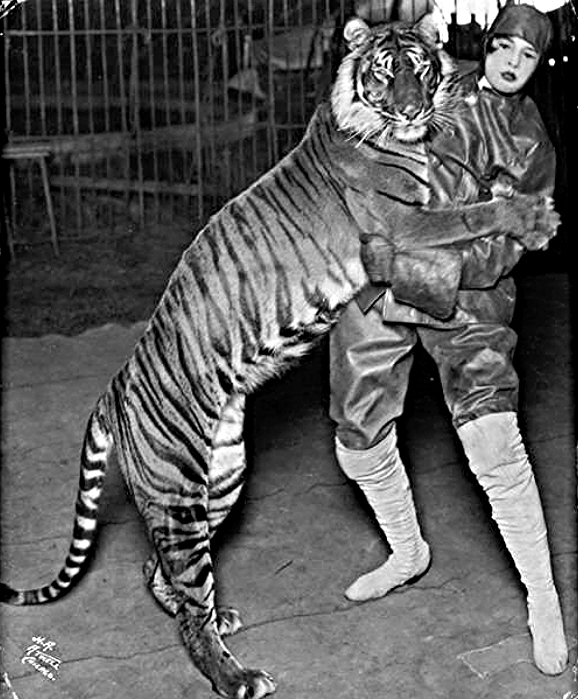
ببر بالی در سیرک مسافرتی آمریکایی

ببر در باورهای فولکلور و جادوی بالی جایگاه کاملاً مشخصی داشت. در داستان های عامیانه ذکر شده و در هنرهای سنتی مانند نقاشی های کاماسان پادشاهی کلونگ کونگ به تصویر کشیده شده است. بالیایی ها پودر آسیاب شده سبیل ببر را سمی قوی و غیرقابل کشف برای دشمن می دانستند. به یک نوزاد بالیایی یک گردنبند طلسم محافظ با مرجان سیاه و "دندان ببر یا یک تکه استخوان ببر" داده شد.رقص سنتی بالینی بارونگ چهره ای با ماسک ببری به نام بارونگ ماکان را حفظ می کند.
مردم بالی دوست دارند از اعضای بدن ببر به عنوان جواهرات به دلیل موقعیت یا دلایل معنوی مانند قدرت و محافظت استفاده کنند. گردنبندهای دندان و چنگال یا حلقه‌های مردانه با عاج دندان صیقلی ببر هنوز در استفاده روزمره وجود دارد. از آنجایی که ببرها در بالی و همسایه‌اش جاوه ناپدید شده، اعضای قدیمی بدن او، بازیافت شده اند یا به جای آن از اعضای بدن پلنگ و خرس استفاده شده است. 